# Irina Sloutskaïa
Pour les articles homonymes, voir Sloutskaïa.
Irina Edouardovna Sloutskaïa (en anglais : Irina Slutskaya, en russe : Ирина Эдуардовна Слуцкая), née le 9 février 1979 à Moscou en Russie, est une patineuse artistique russe. Elle a remporté quatre fois son championnat national (2000-2001-2002-2005), sept fois les championnats d'Europe ce qui constitue un record (1996-1997-2000-2001-2003-2005-2006) et deux fois les championnats du monde (2002-2005). Un titre de championne olympique manque à son palmarès, après avoir conquis deux médailles aux Jeux olympiques d'hiver de 2002 et 2006.

## Biographie

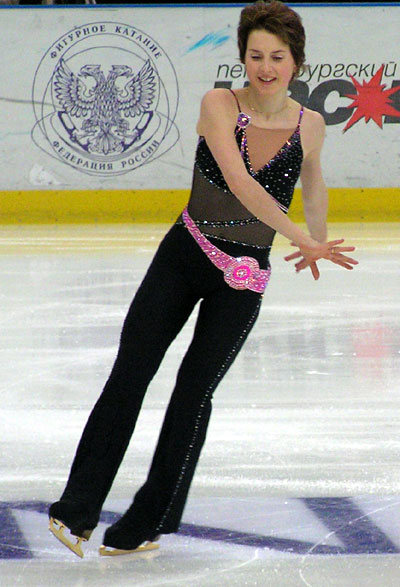
Irina Sloutskaïa en 2005.

### Carrière sportive
En 2006, elle remporte son 7e titre de championne d'Europe et devient la patineuse la plus titrée dans cette compétition, devançant les grands noms de la discipline que sont Sonja Henie et Katarina Witt (6 titres chacune).
Irina a marqué l'histoire du patinage. Elle a été sans doute la première patineuse a réaliser une combinaison de saut triple/triple qui incluait le boucle en deuxième saut. Ce type de combinaison triple triple est beaucoup plus difficile à réaliser que des combinaisons incluant le triple boucle piqué. À la finale du grand prix à Lyon, elle fut la première  patineuse à réaliser deux combinaisons triple/triple avec le boucle, triple lutz/triple boucle, triple salchow/triple boucle. Véritable exploit technique !
À cause de problèmes de santé, elle patine peu en 2003 et 2004, mais est tout de même envoyée aux championnats du monde de Dortmund en 2004 par la fédération russe. En 2005, elle est de nouveau championne du monde en rééditant la combinaison triple lutz/triple boucle d'une manière magistrale.
Son entraîneuse est Janna Gromova. Elle se retire de la compétition en 2006.

### Vie privée
Irina est mariée avec Sergueï Mikheïev depuis 1999.
Son premier enfant, un fils, est né le 15 novembre 2007.

## Palmarès
| Compétition/Saison            | 1993    | 1994    | 1995    | 1996    | 1997    | 1998    | 1999    | 2000    | 2001    | 2002    | 2003    | 2004    | 2005    | 2006    |
| Jeux olympiques d'hiver       |         |         |         |         |         | 5e      |         |         |         | 2e      |         |         |         | 3e      |
| Championnats du monde         |         |         | 7e      | 3e      | 4e      | 2e      |         | 2e      | 2e      | 1re     | F       | 9e      | 1re     |         |
| Championnats d'Europe         |         |         | 5e      | 1re     | 1re     | 2e      |         | 1re     | 1re     | 2e      | 1re     | F       | 1re     | 1re     |
| Championnats de Russie        |         | 3e      | 3e      | 2e      | 3e      | 4e      | 4e      | 1re     | 1re     | 1re     | 2e      | F       | 1re     | F       |
| Championnats du monde juniors | 8e      | 3e      | 1re     |         |         |         |         |         |         |         |         |         |         |         |
|                               |         |         |         |         |         |         |         |         |         |         |         |         |         |         |
| Grand Prix ISU                | 1992/93 | 1993/94 | 1994/95 | 1995/96 | 1996/97 | 1997/98 | 1998/99 | 1999/00 | 2000/01 | 2001/02 | 2002/03 | 2003/04 | 2004/05 | 2005/06 |
| Finale du Grand Prix          |         |         |         | 2e      | 3e      | 4e      | 3e      | 1re     | 1re     | 1re     | 2e      |         | 1re     | 2e      |
| Skate America                 |         |         | 3e      | 3e      |         |         |         |         |         |         |         |         |         |         |
| Skate Canada                  |         |         |         |         | 1re     |         | 3e      |         | 1re     | 2e      |         |         |         |         |
| Coupe d'Allemagne             |         |         |         |         | 1re     | 2e      |         | 3e      |         |         |         |         |         |         |
| Coupe de Chine                |         |         |         |         |         |         |         |         |         |         |         |         | 1re     | 1re     |
| Trophée de France             |         |         |         | 4e      |         |         |         |         |         |         |         |         |         |         |
| Coupe de Russie               |         |         |         |         | 1re     | 1re     | 3e      | 1re     | 1re     | 1re     | 3e      |         | 1re     | 1re     |
| Trophée NHK                   |         |         |         |         |         |         | 2e      |         | 1re     |         | 2e      |         |         |         |
| Légende : F= Forfait          |         |         |         |         |         |         |         |         |         |         |         |         |         |         |